# Steg för steg (film)
Steg för steg är en fransk kuppfilm från 1963 i regi av Henri Verneuil, med Jean Gabin och Alain Delon i huvudrollerna. Den handlar om en man i 60-årsåldern som nyligen har släppts från fängelse, och anlitar en ung tidigare medfånge för att utföra en sista kupp, riktad mot kasinot i Cannes. Den franska titeln är Mélodie en sous-sol, som kan översättas som "melodi i källare" eller "melodi i underjord", med anspelning på att "mélodie en sol" skulle betyda "melodi i G".
Filmen bygger på romanen Stöt mot maffian av Zekial Marko. Inspelningen ägde rum från 22 oktober till 27 december 1962 i Cannes och Paris. Filmen hade premiär i Frankrike 19 mars 1963. Den sålde 3 518 083 biobiljetter i hemlandet. Den blev nominerad till Samuel Goldwyn international award, föregångaren till Golden Globe Award för bästa utländska film.

## Medverkande
- Jean Gabin som Charles
- Alain Delon som Francis
- Viviane Romance som Ginette
- Carla Marlier som Brigitte
- Maurice Biraud som Louis
- Claude Cerval som poliskommissarien
- José Luis de Villalonga som Grimp
- Jean Carmet som bartendern
- Dora Doll som grevinnan
- Henri Virlojeux som Mario
- Rita Cadillac som Liliane
- Anne Marie Coffinot som Marcelle
- Jimmi Davis som Sam
- Dominique Davray som Leone